# ستير زي إل إم تور 2017
ستير زي إل إم تور 2017 (بالهولندية: Ster ZLM Toer 2017)‏ هو سباق دراجات هوائية، وهو الموسم الحادي والثلاثين من زي إل إم تور، وأقيم خلال الفترة من 14 يونيو 2017، وحتى 18 يونيو 2017 ضمن سباقات طواف أوروبا للدراجات 2017، وشارك فيه 123 متسابقاً ووصل إلى نهايته 112 متسابقاً.
فاز بالمركز الأول خوسيه غونكالفس، وبالمركز الثاني بريمو روغيليتش، وبالمركز الثالث لورينز دي بلس، وكان الفائز حسب السرعة Joey van Rhee ‏، وفاز ديلان جروينويغن في ترتيب النقاط، وكان الفائز في تصنيف الجبال Daan Soete ‏، وفاز دكونيك كويك ستب في ترتيب الفرق.

## الفرق
| فرق عالمية (5)- Lotto NL-Jumbo - Lotto-Soudal - سنويب - Katusha-Alpecin - Quick-Step Floors فرق قارية محترفة (6)- رومبوت تشارلز ‏ - بنجوال باوليز ساوكس دبليو بي ‏ - سبورت فلاندرين بالويس 2017 ‏ - Verandas Willems-Crelan ‏ - Wanty-Groupe Gobert - Cofidis, Solutions Crédits فرق قارية (5)- Destil–Parkhotel Valkenburg ‏ - Baloise–Trek Lions ‏ - ميتك-تي كي إتش مانتيل 2017 ‏ - Alecto Cycling Team ‏ - Parkhotel Valkenburg CT ‏ |  |
| |  |

## المراحل
| قائمة المراحل | قائمة المراحل | قائمة المراحل                                         | قائمة المراحل      | قائمة المراحل | قائمة المراحل   | قائمة المراحل  |
| المرحلة       | التاريخ       | الدورة                                                |                    | المسافة (كم)  | الفائز بالمرحلة | القائد العام   |
| ------------- | ------------- | ----------------------------------------------------- | ------------------ | ------------- | --------------- | -------------- |
| المقدمة       | 14 يونيو      | Westkapelle, Netherlands ‏ – Westkapelle, Netherlands ‏ | ضد الساعة          | 7٫5           | بريمو روغيليتش  | بريمو روغيليتش |
| مرحلة 1       | 15 يونيو      | تولين – Hoogerheide ‏                                  | مرحلة مستوية       | 186٫8         | ديلان جروينويغن | بريمو روغيليتش |
| مرحلة 2       | 16 يونيو      | Buchten ‏ – Buchten ‏                                   | مرحلة جبلية        | 210           | ديلان جروينويغن | بريمو روغيليتش |
| مرحلة 3       | 17 يونيو      | فيرفييتوا – Jalhay ‏                                   | مرحلة جبلية متوسطة | 186           | خوسيه غونكالفس  | خوسيه غونكالفس |
| مرحلة 4       | 18 يونيو      | أوس – أوس                                             | مرحلة مستوية       | 180٫9         | مارسيل كيتل     | خوسيه غونكالفس |

## النتيجة

### مرحلة 0
هي مرحلة أقيمت في 14 يونيو 2017، وامتدّت لمسافة 7.5 كيلومتر. فاز بالمرحلة بريمو روغيليتش، وكان متصدر الترتيب العام في نهاية المرحلة بريمو روغيليتش.
| التصنيف العام | التصنيف العام      | التصنيف العام | التصنيف العام       | التصنيف العام |  |
| العداء        | العداء             | البلد         | الفريق              | الوقت         |  |
| ------------- | ------------------ | ------------- | ------------------- | ------------- |  |
| 1             | بريمو روغيليتش     | سلوفينيا      | لوتو إن إل-جامبو    | 8 د 04 ث      |  |
| 2             | مارسيل كيتل        | ألمانيا       | كويك ستب-فلورز      | + 3 ث         |  |
| 3             | ماكسيميليان شاخمان | ألمانيا       | كويك ستب-فلورز      | + 3 ث         |  |
| 4             | سورين كراغ أندرسن  | الدنمارك      | Team Sunweb         | + 7 ث         |  |
| 5             | تيمو روزن          | هولندا        | لوتو إن إل-جامبو    | + 8 ث         |  |
| 6             | لينارد كامنا       | ألمانيا       | Team Sunweb         | + 11 ث        |  |
| 7             | Toon Aerts ‏        | بلجيكا        | Baloise–Trek Lions ‏ | + 13 ث        |  |
| 8             | مورينو هوفلاند     | هولندا        | لوتو سودال          | + 17 ث        |  |
| 9             | أندريه جريبيل      | ألمانيا       | لوتو سودال          | + 18 ث        |  |
| 10            | Marcel Sieberg ‏    | ألمانيا       | لوتو سودال          | + 18 ث        |  |

### مرحلة 1
هي مرحلة بسيطة، أقيمت في 15 يونيو 2017، وامتدّت لمسافة 186.8 كيلومتر. فاز بالمرحلة ديلان جروينويغن، وكان متصدر الترتيب العام في نهاية المرحلة بريمو روغيليتش.
| التصنيف العام | التصنيف العام      | التصنيف العام | التصنيف العام       | التصنيف العام |  |
| العداء        | العداء             | البلد         | الفريق              | الوقت         |  |
| ------------- | ------------------ | ------------- | ------------------- | ------------- |  |
| 1             | بريمو روغيليتش     | سلوفينيا      | لوتو إن إل-جامبو    | 4 س 25 د 40 ث |  |
| 2             | مارسيل كيتل        | ألمانيا       | كويك ستب-فلورز      | + 3 ث         |  |
| 3             | ماكسيميليان شاخمان | ألمانيا       | كويك ستب-فلورز      | + 3 ث         |  |
| 4             | سورين كراغ أندرسن  | الدنمارك      | Team Sunweb         | + 7 ث         |  |
| 5             | تيمو روزن          | هولندا        | لوتو إن إل-جامبو    | + 8 ث         |  |
| 6             | لينارد كامنا       | ألمانيا       | Team Sunweb         | + 11 ث        |  |
| 7             | مورينو هوفلاند     | هولندا        | لوتو سودال          | + 13 ث        |  |
| 8             | Toon Aerts ‏        | بلجيكا        | Baloise–Trek Lions ‏ | + 13 ث        |  |
| 9             | ماكس والشيد        | ألمانيا       | Team Sunweb         | + 14 ث        |  |
| 10            | Marcel Sieberg ‏    | ألمانيا       | لوتو سودال          | + 18 ث        |  |

### مرحلة 2
هي مرحلة جبلية، أقيمت في 16 يونيو 2017، وامتدّت لمسافة 210 كيلومتر. فاز بالمرحلة ديلان جروينويغن، وكان متصدر الترتيب العام في نهاية المرحلة بريمو روغيليتش.
| التصنيف العام | التصنيف العام      | التصنيف العام | التصنيف العام       | التصنيف العام |  |
| العداء        | العداء             | البلد         | الفريق              | الوقت         |  |
| ------------- | ------------------ | ------------- | ------------------- | ------------- |  |
| 1             | بريمو روغيليتش     | سلوفينيا      | لوتو إن إل-جامبو    | 9 س 38 د 10 ث |  |
| 2             | مارسيل كيتل        | ألمانيا       | كويك ستب-فلورز      | + 3 ث         |  |
| 3             | ماكسيميليان شاخمان | ألمانيا       | كويك ستب-فلورز      | + 3 ث         |  |
| 4             | سورين كراغ أندرسن  | الدنمارك      | Team Sunweb         | + 7 ث         |  |
| 5             | تيمو روزن          | هولندا        | لوتو إن إل-جامبو    | + 8 ث         |  |
| 6             | مورينو هوفلاند     | هولندا        | لوتو سودال          | + 9 ث         |  |
| 7             | لينارد كامنا       | ألمانيا       | Team Sunweb         | + 11 ث        |  |
| 8             | Toon Aerts ‏        | بلجيكا        | Baloise–Trek Lions ‏ | + 13 ث        |  |
| 9             | ماكس والشيد        | ألمانيا       | Team Sunweb         | + 14 ث        |  |
| 10            | ديلان جروينويغن    | هولندا        | لوتو إن إل-جامبو    | + 15 ث        |  |

### مرحلة 3
هي مرحلة جبلية متوسطة، أقيمت في 17 يونيو 2017، وامتدّت لمسافة 186 كيلومتر. فاز بالمرحلة خوسيه غونكالفس، وكان متصدر الترتيب العام في نهاية المرحلة خوسيه غونكالفس.
| التصنيف العام | التصنيف العام      | التصنيف العام | التصنيف العام                 | التصنيف العام  |  |
| العداء        | العداء             | البلد         | الفريق                        | الوقت          |  |
| ------------- | ------------------ | ------------- | ----------------------------- | -------------- |  |
| 1             | خوسيه غونكالفس     | البرتغال      | كاتوشا ألبيسين                | 14 س 18 د 07 ث |  |
| 2             | بريمو روغيليتش     | سلوفينيا      | لوتو إن إل-جامبو              | + 8 ث          |  |
| 3             | لورينز دي بلس      | بلجيكا        | كويك ستب-فلورز                | + 10 ث         |  |
| 4             | ماكسيميليان شاخمان | ألمانيا       | كويك ستب-فلورز                | + 17 ث         |  |
| 5             | سورين كراغ أندرسن  | الدنمارك      | Team Sunweb                   | + 21 ث         |  |
| 6             | Toon Aerts ‏        | بلجيكا        | Baloise–Trek Lions ‏           | + 27 ث         |  |
| 7             | جاسبر دي بويست     | بلجيكا        | لوتو سودال                    | + 34 ث         |  |
| 8             | ماكسيم فانتوم      | بلجيكا        | بنجوال باوليز ساوكس دبليو بي ‏ | + 37 ث         |  |
| 9             | اليكس كيرش         | لوكسمبورغ     | بنجوال باوليز ساوكس دبليو بي ‏ | + 40 ث         |  |
| 10            | Oscar Riesebeek ‏   | هولندا        | رومبوت تشارلز ‏                | + 42 ث         |  |

### مرحلة 4
هي مرحلة بسيطة، أقيمت في 18 يونيو 2017، وامتدّت لمسافة 180.9 كيلومتر. فاز بالمرحلة مارسيل كيتل، وكان متصدر الترتيب العام في نهاية المرحلة خوسيه غونكالفس.
| التصنيف العام | التصنيف العام      | التصنيف العام | التصنيف العام                 | التصنيف العام  |  |
| العداء        | العداء             | البلد         | الفريق                        | الوقت          |  |
| ------------- | ------------------ | ------------- | ----------------------------- | -------------- |  |
| 1             | بريمو روغيليتش     | سلوفينيا      | لوتو إن إل-جامبو              |                |  |
| 1             | خوسيه غونكالفس     | البرتغال      | كاتوشا ألبيسين                | 18 س 17 د 59 ث |  |
| 3             | لورينز دي بلس      | بلجيكا        | كويك ستب-فلورز                | + 13 ث         |  |
| 4             | ماكسيميليان شاخمان | ألمانيا       | كويك ستب-فلورز                | + 20 ث         |  |
| 5             | سورين كراغ أندرسن  | الدنمارك      | Team Sunweb                   | + 24 ث         |  |
| 6             | Toon Aerts ‏        | بلجيكا        | Baloise–Trek Lions ‏           | + 30 ث         |  |
| 7             | جاسبر دي بويست     | بلجيكا        | لوتو سودال                    | + 37 ث         |  |
| 8             | ماكسيم فانتوم      | بلجيكا        | بنجوال باوليز ساوكس دبليو بي ‏ | + 40 ث         |  |
| 9             | اليكس كيرش         | لوكسمبورغ     | بنجوال باوليز ساوكس دبليو بي ‏ | + 43 ث         |  |
| 10            | Jasper de Laat ‏    | هولندا        | ميتك-تي كي إتش مانتيل ‏        | + 45 ث         |  |

## التصنيف العام النهائي
| التصنيف العام | التصنيف العام      | التصنيف العام | التصنيف العام                 | التصنيف العام  |  |
| العداء        | العداء             | البلد         | الفريق                        | الوقت          |  |
| ------------- | ------------------ | ------------- | ----------------------------- | -------------- |  |
| 1             | خوسيه غونكالفس     | البرتغال      | كاتوشا ألبيسين                | 18 س 17 د 59 ث |  |
| 2             | بريمو روغيليتش     | سلوفينيا      | لوتو إن إل-جامبو              | + 11 ث         |  |
| 3             | لورينز دي بلس      | بلجيكا        | كويك ستب-فلورز                | + 13 ث         |  |
| 4             | ماكسيميليان شاخمان | ألمانيا       | كويك ستب-فلورز                | + 20 ث         |  |
| 5             | سورين كراغ أندرسن  | الدنمارك      | Team Sunweb                   | + 24 ث         |  |
| 6             | Toon Aerts ‏        | بلجيكا        | Baloise–Trek Lions ‏           | + 30 ث         |  |
| 7             | جاسبر دي بويست     | بلجيكا        | لوتو سودال                    | + 37 ث         |  |
| 8             | ماكسيم فانتوم      | بلجيكا        | بنجوال باوليز ساوكس دبليو بي ‏ | + 40 ث         |  |
| 9             | اليكس كيرش         | لوكسمبورغ     | بنجوال باوليز ساوكس دبليو بي ‏ | + 43 ث         |  |
| 10            | Jasper de Laat ‏    | هولندا        | ميتك-تي كي إتش مانتيل ‏        | + 45 ث         |  |

### تصنيف النقاط
| تصنيف النقاط | تصنيف النقاط    | تصنيف النقاط | تصنيف النقاط     | تصنيف النقاط |  |
| العداء       | العداء          | البلد        | الفريق           | النقاط       |  |
| ------------ | --------------- | ------------ | ---------------- | ------------ |  |
| 1            | ديلان جروينويغن | هولندا       | لوتو إن إل-جامبو | 42 نقطة      |  |
| 2            | مارسيل كيتل     | ألمانيا      | كويك ستب-فلورز   | 27 نقطة      |  |
| 3            | بريمو روغيليتش  | سلوفينيا     | لوتو إن إل-جامبو | 25 نقطة      |  |

### تصنيف الجبال
| تصنيف الجبال | تصنيف الجبال   | تصنيف الجبال | تصنيف الجبال           | تصنيف الجبال |  |
| العداء       | العداء         | البلد        | الفريق                 | النقاط       |  |
| ------------ | -------------- | ------------ | ---------------------- | ------------ |  |
| 1            | Daan Soete ‏    | بلجيكا       | Baloise–Trek Lions ‏    | 32 نقطة      |  |
| 2            | بيت اليجارت    | بلجيكا       | سبورت فلاندرين بالويس ‏ | 16 نقطة      |  |
| 3            | كوينتن هيرمانز | بلجيكا       | Baloise–Trek Lions ‏    | 10 نقطة      |  |

## تصنيف الفرق

### الفرق حسب الوقت
| تصنيف الفرق حسب الوقت | تصنيف الفرق حسب الوقت         | تصنيف الفرق حسب الوقت | تصنيف الفرق حسب الوقت |  |
| الفريق                | الفريق                        | البلد                 | الوقت                 |  |
| --------------------- | ----------------------------- | --------------------- | --------------------- |  |
| 1                     | كويك ستب-فلورز                | بلجيكا                | 54 س 55 د 59 ث        |  |
| 2                     | لوتو سودال                    | بلجيكا                | + 56 ث                |  |
| 3                     | WB-Veranclassic-Aqua Protect ‏ | بلجيكا                | + 58 ث                |  |

## تصانيف فرعية

### تصنيف أفضل عداء
| تصنيف أفضل عداء | تصنيف أفضل عداء         | تصنيف أفضل عداء | تصنيف أفضل عداء              | تصنيف أفضل عداء |  |
| العداء          | العداء                  | البلد           | الفريق                       | النقاط          |  |
| --------------- | ----------------------- | --------------- | ---------------------------- | --------------- |  |
| 1               | Joey van Rhee ‏          | هولندا          | Destil–Parkhotel Valkenburg ‏ | 10 نقطة         |  |
| 2               | Rick Ottema ‏            | هولندا          | Alecto Cycling Team ‏         | 9 نقطة          |  |
| 3               | Mark McNally (cyclist) ‏ | المملكة المتحدة | Wanty-Groupe Gobert          | 4 نقطة          |  |